# Kim Woodburn
Patricia Mary "Kim" Woodburn (de soltera McKenzie; 25 de marzo de 1942 – 16 de junio de 2025) fue una personalidad de televisión, escritora y experta en limpieza inglesa. Conocida como la "Reina de la limpieza", saltó a la fama como copresentadora de la serie de Channel 4 How Clean Is Your House? (2003–2009) y su versión canadiense Kim's Rude Awakenings (2007–2009). Woodburn participó posteriormente en varios programas de telerrealidad, entre ellos I'm a Celebrity...Get Me Out of Here! (2009) y Celebrity Big Brother (2017).

## Primeros años
Patricia Mary McKenzie nació en Eastney, Hampshire, el 25 de marzo de 1942, hija de Mary Patricia (de soltera Shaw) y Ronald McKenzie. Woodburn afirma que sufrió abusos físicos por parte de sus padres durante toda su infancia y abusos sexuales por parte de su padre. Se marchó de casa a los 16 años y se mudó a Liverpool, donde trabajó como empleada doméstica interna para una familia. Además de limpiadora profesional, Woodburn también tuvo otros trabajos, como trabajadora social, esteticista y modelo. En febrero de 1966, cuando tenía 23 años, Woodburn dio a luz prematuramente a un hijo que nació muerto y lo enterró en un parque. Esta revelación, que hizo en su autobiografía de 2006, Unbeaten, dio lugar a una investigación policial, pero no se tomaron medidas. Tras la muerte de su bebé, cambió su nombre de Patricia a Kim, en honor a la actriz y pintora estadounidense Kim Novak.

## Carrera

### How Clean Is Your House?
En 2002, Channel 4 se puso en contacto con una empresa de limpieza en busca de "una limpiadora realmente buena con un carácter bastante divertido para una nueva serie." La empresa recomendó a Woodburn, que trabajaba como limpiadora interna para una familia en Kent. Tras una prueba de cámara, los creadores del programa la emparejaron con Aggie MacKenzie y el rodaje comenzó tres semanas después.
How Clean Is Your House? se emitió entre 2003 y 2009, y el dúo produjo libros, juegos de mesa y DVD debido a la popularidad de la serie. Woodburn apareció en The Oprah Winfrey Show en Estados Unidos, donde How Clean Is Your House? se emitió en BBC America. De 2007 a 2009, Woodburn protagonizó una versión canadiense, titulada Kim's Rude Awakenings, junto a Mike Chalut. En agosto de 2009, Woodburn anunció a la revista Now que no haría más series de How Clean Is Your House? y Channel 4 anunció poco después que la serie había sido cancelada.

### Apariciones en televisión
En noviembre de 2009, Woodburn fue anunciada como concursante de la novena temporada de I'm a Celebrity...Get Me Out of Here!. Quedó en segundo lugar, por detrás de Gino D'Acampo. En marzo de 2010, apareció en Celebrity Come Dine with Me en Channel 4 junto a Claire Sweeney, Darren Day y Tom O'Connor. En 2011, Woodburn se convirtió en panelista habitual de la serie derivada de Big Brother, Big Brother's Bit on the Side. En noviembre de 2011, entró en la casa para establecer una tarea de compras que también juzgó, mientras reprendía a los compañeros de casa por su higiene.
En febrero de 2013, Woodburn formó equipo con la chef Rosemary Shrager y ambas aparecieron como concursantes en la quinta temporada de Let's Dance for Comic Relief. Bailaron al son de "Diamonds Are a Girl's Best Friend", de Marilyn Monroe. Fueron eliminadas por el jurado. En 2014, Woodburn apareció como concursante en un episodio de The Chase Celebrity Specials.
En marzo de 2016, Woodburn participó en la segunda temporada de Famous, Rich and Homeless para BBC One. Sus controvertidos comentarios sobre la vida de las personas sin hogar y algunas de las que conoció provocaron una disputa entre ella, el público y los demás voluntarios del programa. En abril de 2016, Woodburn y su marido, Pete, aparecieron en el programa A Place in the Sun: Winter Sun para encontrar una casa de vacaciones en la Costa del Sol, que sería su hogar durante los meses de invierno. Su presupuesto era de 320 000 libras esterlinas y les mostraron cinco áticos de dos y tres dormitorios. Hicieron dos ofertas, una de 285 000 libras esterlinas y otra de 295 000 libras esterlinas por un apartamento, pero ambas fueron rechazadas por el propietario noruego.
En enero de 2017, Woodburn entró en la casa de Celebrity Big Brother para participar como concursante en su decimonovena temporada, incorporándose el día 11. Durante su estancia en la casa, Woodburn se vio envuelta en conflictos con varios de sus compañeros, uno de los cuales requirió la intervención de los servicios de seguridad. Adquirió notoriedad por sus arrebatos, en varios de los cuales Woodburn se refirió a sus compañeros como "manos largas" y "cobardes". Terminó en tercer lugar el día 32.
En agosto de 2018, Woodburn hizo una controvertida aparición en el programa Loose Women de ITV. Se le preguntó si se reconciliaría con Coleen Nolan (con quien se peleó después de que ambas aparecieran en Celebrity Big Brother), pero se marchó tras una acogida por parte del panel que fue ampliamente descrita como "bullying". El incidente provocó que casi 8000 personas presentaran quejas ante Ofcom. En 2021, Woodburn apareció en un anuncio navideño de Grainger Market Delivery, una empresa de compras online. En 2022, Woodburn hizo varias apariciones como invitada en GB News y fue concursante en el concurso de cocina de E4 Celeb Cooking School, donde fue eliminada en primer lugar.

### Otras proyectos

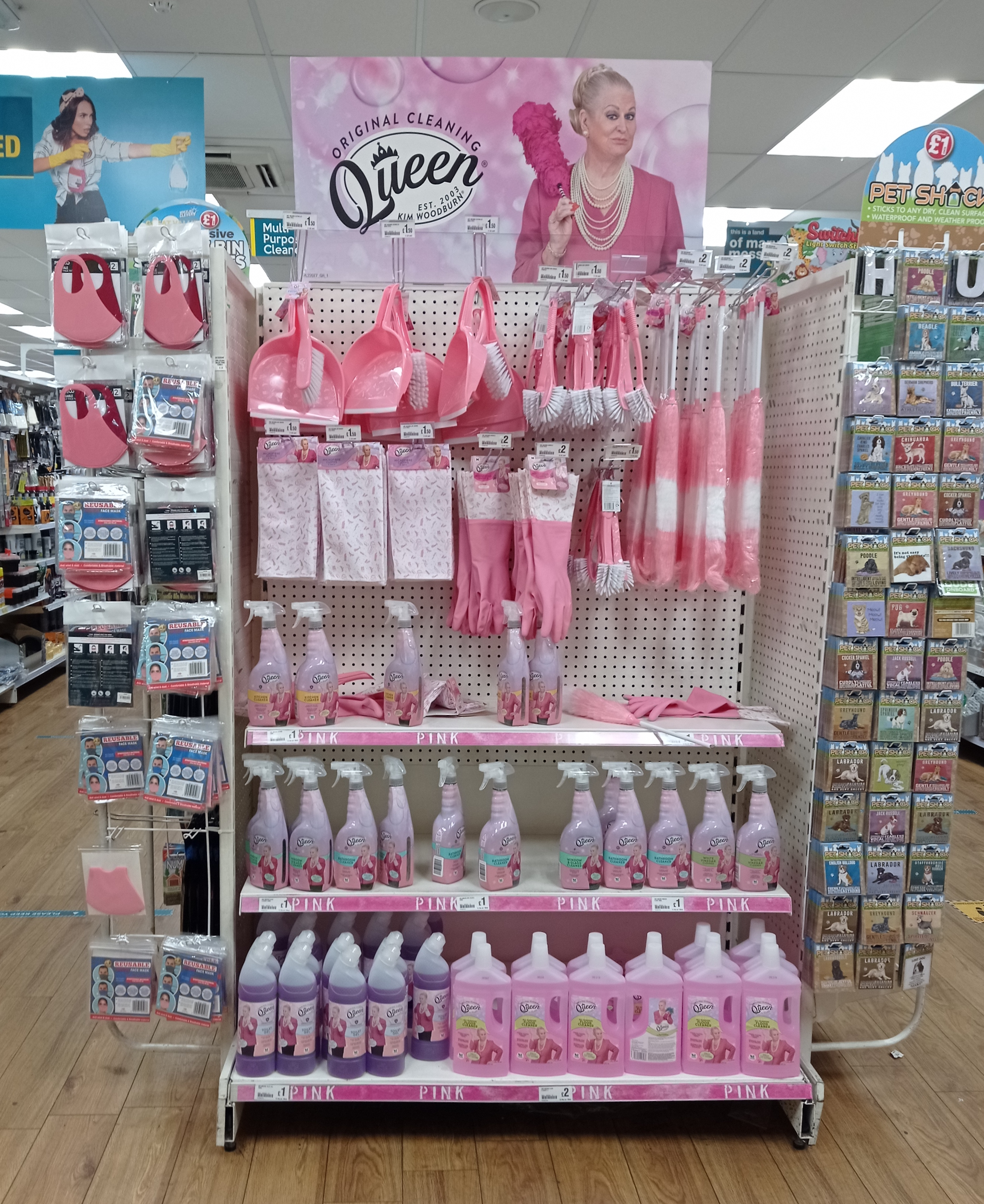
Productos de limpieza de Woodburn en Poundland

En 2006, Woodburn escribió una autobiografía, Unbeaten, en la que detallaba sus primeros años de vida. A continuación, participó en varias pantomimas en teatros de todo el Reino Unido. Su primera actuación en una pantomima fue en Cenicienta, en el papel de una de las hermanas feas, junto a su compañera de reparto en televisión Aggie MacKenzie, en el Theatre Royal de Brighton. La obra se representó del 7 de diciembre de 2007 al 6 de enero de 2008. Del 15 de diciembre de 2010 al 3 de enero de 2011, hizo su segunda aparición en una pantomima en Cenicienta en el Woodville Halls Theatre de Gravesend, donde interpretó a la Hada Madrina.
Del 11 al 26 de diciembre de 2012, Woodburn interpretó a la malvada madrastra en Cenicienta en el Grimsby Auditorium. Actuó en pantomima por cuarta vez en el Southport Theatre en Jack and the Beanstalk como el hada Starlight. La temporada se extendió desde el 13 de diciembre de 2013 hasta el 31 de diciembre de 2013. De 2014 a 2015, interpretó a Fairy Liquid en Blancanieves y los siete enanitos en The Brindley en Runcorn, y en 2018 apareció en el Epstein Theatre de Liverpool como la Reina malvada en Blancanieves y los siete enanitos. En 2022, Woodburn lanzó una gama de productos de limpieza en Poundland. En febrero de 2025, Woodburn fue entrevistada por la drag queen Belinda Scandal para un programa especial titulado "In Conversation With: Kim Woodburn" en The Lowry, en el que habló sobre su vida y su carrera.

## Vida personal
El primer matrimonio de Woodburn con Kenneth Davies terminó en divorcio en 1975. Se casó con Peter Woodburn en 1979 y vivieron juntos en Nantwich, Cheshire. No tuvieron hijos. El peinado de Woodburn, con un moño trenzado muy apretado, fue descrito como su "marca registrada" por la BBC One.

## Muerte
Woodburn falleció el 16 de junio de 2025 a los 83 años, tras una breve enfermedad. Su muerte fue anunciada al día siguiente por su representante, quien la describió como una "persona increíblemente amable, cariñosa, carismática y fuerte", y añadió que su esposo estaba "desolado por la pérdida de su alma gemela", con una declaración adicional que decía: "Rogamos que se respete el tiempo y la privacidad que necesitan el marido y los amigos cercanos de Kim para llorar su pérdida. No daremos más detalles."
Aggie MacKenzie, coprotagonista de Woodburn en How Clean Is Your House?, le rindió homenaje y la describió como una "mujer inolvidable", añadiendo que "detrás de su personalidad feroz se escondía un profundo dolor y una fuerza increíble. Sobrevivió porque tenía que hacerlo". MacKenzie también dijo que "esperaba que [Woodburn] estuviera descansando ahora." Otros que le rindieron homenaje fueron Jedward, que apareció junto a Woodburn en Celebrity Big Brother y señaló que "se la echará mucho de menos por el oro televisivo que creó para todas las generaciones," así como Baga Chipz, que dijo que Woodburn era "única" y un "tesoro nacional".

## Filmography
| Año       | Título                                | Notas                      | Ref    |
| --------- | ------------------------------------- | -------------------------- | ------ |
| 2003–2009 | How Clean Is Your House?              | Presentadora               | [ 41 ] |
| 2004      | Too Posh to Wash                      | Presentadora               | [ 42 ] |
| 2006      | When Kim & Aggie Went to Hospital     | Presentadora               | [ 43 ] |
| 2007–2009 | Kim's Rude Awakenings                 | Presentadora               | [ 44 ] |
| 2009      | I'm a Celebrity...Get Me Out of Here! | temporada 9; subcampeona   | [ 45 ] |
| 2012      | Hotel GB                              | Servicio de limpieza       | [ 46 ] |
| 2016      | Famous, Rich and Homeless             | Participante               | [ 47 ] |
| 2017      | Celebrity Big Brother                 | temporada 19; tercer lugar | [ 48 ] |
| 2022      | Celeb Cooking School                  | Concursante                | [ 49 ] |

### Apariciones como invitada
- V Graham Norton (4 de junio de 2003) – 1 episodio[42]
- This Morning (4 de noviembre de 2003, 23 de noviembre de 2004, 6 de septiembre de 2006, 26 de noviembre de 2010, 6 de febrero de 2017, 23 de septiembre de 2017, 3 de junio de 2018) – 7 episodios[42]
- Richard & Judy (12 de noviembre de 2003, 24 de agosto de 2006) – 2 episodios[42]
- Children In Need 2003 (21 de noviembre de 2003) – 1 episodio[42]
- The Terry and Gaby Show (24 de noviembre de 2003) – 1 episodio[42]
- Hogmanay Live (31 de diciembre de 2003) – 1 episodio[42]
- National Television Awards Party of the Year (3 de enero de 2004) – 1 episodio[42]
- Hell's Kitchen (4 de junio de 2004, 27 de abril de 2009) – 3 episodios[42]
- Friday Night with Jonathan Ross (17 de septiembre de 2004) – 1 episodio[42]
- EastEnders: Christmas Party (23 de diciembre de 2004) – 1 episodio[42]
- Today with Des and Mel (24 de febrero de 2005) – 1 episodio[42]
- Dirty Tricks (7 de octubre de 2005) – 1 episodio[42]
- The Paul O'Grady Show (16 de noviembre de 2005) – 1 episodio[42]
- The F Word (1 de diciembre de 2005) – 1 episodio[42]
- Grumpy Old Women (26 de mayo de 2006) – 1 episodio[42]
- Countdown: Championship of Champions (12–16 de junio de 2006) – 5 episodios[42]
- The Wright Stuff (14 de septiembre de 2006, 12 de enero de 2018) – 2 episodios[42]
- Loose Women (28 de septiembre de 2006, 29 de mayo de 2007, 13 de noviembre de 2007, 6 de agosto de 2008, 14 de diciembre de 2009, 15 de marzo de 2010, 29 de marzo de 2010, 21 de marzo de 2011, 22 de noviembre de 2011, 28 de febrero de 2017, 29 de agosto de 2018) – 11 episodios[42]
- Heaven and Earth with Gloria Hunniford (1 de octubre de 2006) – 1 episodio[42]
- Children in Need 2006 (17 de noviembre de 2006) – 1 episodio[42]
- Who Wants to Be a Millionaire? (23 de diciembre de 2006) – 1 episodio[42]
- BBC Breakfast (8 de febrero de 2007, 17 de septiembre de 2007) – 2 episodios[42]
- The Friday Night Project (16 de febrero de 2007) – 1 episodio[42]
- Comic Relief Does Car Booty (4 de marzo de 2007) – 1 episodio[42]
- Tonightly (18 de agosto de 2008) – 1 episodio[42]
- The Gadget Show (16 de marzo de 2009) – 1 episodio[42]
- Shooting Stars (16 de septiembre de 2009) – 1 episodio[42]
- I'm a Celebrity...Get Me Out of Here! NOW! (4 de diciembre de 2009) – 1 episodio[42]
- Celebrity Eggheads (10 de diciembre de 2009) – 1 episodio[42]
- Victoria Wood: Seen on TV (21 de diciembre de 2009) – 1 episodio[42]
- Celebrity Come Dine with Me (14 de marzo de 2010) – 1 episodio[42]
- Countdown (29 de marzo–2 de abril de 2010) – 5 episodios[42]
- The Michael Ball Show (16 de agosto de 2010) – 1 episodio[42]
- Starlight for the Children (16 de febrero de 2011) – 1 episodio[42]
- Comic Relief: Uptown Downstairs Abbey (18 de marzo de 2011) – 1 episodio[42]
- Celebrity Juice (10 de noviembre de 2011) – 1 episodio[42]
- Celebrity Big Brother's Bit on the Side (24 de agosto de 2012, 3 de febrero de 2017, 16 de agosto de 2018) – 3 episodios[42]
- The Alan Titchmarsh Show (2 de noviembre de 2012, 11 de septiembre de 2013, 22 de octubre de 2013, 21 de octubre de 2014) – 4 episodios[42]
- Pointless Celebrities (8 de diciembre de 2012, 19 de octubre de 2013) – 2 episodios[42]
- Let's Dance for Sport Relief (23 de febrero de 2013) – 1 episodio
- This Week (18 de abril de 2013) – 1 episodio
- All Star Mr & Mrs (19 de junio de 2013) – 1 episodio[42]
- Big Brother's Bit on the Side (4 de julio de 2013, 3 de julio de 2014, 12 de agosto de 2014, 5 de noviembre de 2018) – 4 episodios[42]
- Let's Do Lunch with Gino & Mel (12 de julio de 2013) – 1 episodio[42]
- Celebrity Fifteen to One (20 de septiembre de 2013) – 1 episodio[42]
- The Chase: Celebrity Special (19 de octubre de 2013) – 1 episodio[42]
- Duck Quacks Don't Echo (6 de octubre de 2014) – 1 episodio[42]
- Keep It in the Family (30 de noviembre de 2014) – 1 episodio[42]
- 2000s: The Best of Bad TV (21 de agosto de 2015) – 1 episodio[42]
- Celebrity 100% Hotter (10 de enero de 2017) – 1 episodio[42]
- The Story of Reality TV (6 de junio de 2018) – 1 episodio[42]
- The Imitation Game (23 de septiembre de 2018) – 1 episodio[42]
- Celebrity Call Centre (22 de octubre de 2018) – 1 episodio[42]
- The Podge and Rodge Show (26 de noviembre de 2018) – 1 episodio[42]
- Granada Reports (28 de diciembre de 2018) – 1 episodio[42]
- Britain's Favourite Sweets (27 de enero de 2019) – 1 episodio[42]
- Britain's Favourite Crisps (24 de marzo de 2019) – 1 episodio[42]
- Tenable All Stars (12 de mayo de 2019) – 1 episodio[42]
- I'm a Celebrity...Surviving the Jungle (17 de diciembre de 2019) – 1 episodio[42]
- Morning T&T (19 de diciembre de 2019) – 1 episodio[42]
- Joe Lycett's Got Your Back (17 de abril de 2020) – 1 episodio[42]
- Served! With Jade Thirlwall (4 de junio de 2020) – 1 episodio[42]
- When Celebrity Goes Horribly Wrong 2 (11 de septiembre de 2020) – 1 episodio[42]
- Steph's Packed Lunch (5 de marzo de 2021) – 1 episodio[42]
- The Celebrity Circle (9 de marzo de 2021) – 1 episodio[42]
- The Lateish Show with Mo Gilligan (6 de agosto de 2021) – 1 episodio[42]
- Farage (24 November 2021) – 1 episodio[42]
- Tonight Live with Dan Wootton (25 de abril de 2022, 18 de mayo de 2022, 26 de mayo de 2022, 22 de agosto de 2022, 21 de septiembre de 2022, 2 de noviembre de 2022, 21 de diciembre de 2022, 2 de enero de 2023, 15 de marzo de 2023, 16 de mayo de 2023, 29 de mayo de 2023) – 11 episodios[42]
- The Big Proud Party Agency (29 de junio de 2022) – 1 episodio[42]
- Tonight Live with Mark Dolan (4 de noviembre de 2022, 2 December 2022) – 2 episodios[42]
- Face to Face with David (15 de marzo de 2023) – 1 episodio[42]
- Robin Elliott Tonight (7 de mayo de 2024) – 1 episodio[42]